# Tomaševec (Szentivánzelina)
 Tomaševec  falu Horvátországban Zágráb megyében. Közigazgatásilag Szentivánzelinához tartozik.

## Fekvése
Zágrábtól 32 km-re, községközpontjától  6 km-re északkeletre, az A4-es autópálya mellett fekszik.

## Története
A falunak 1857-ben 145,  1910-ben 216 lakosa volt. Trianonig Zágráb vármegye Szentivánzelinai járásához tartozott. 2001-ben 208 lakosa volt.

## Lakosság
| Lakosság változása | Lakosság változása | Lakosság változása | Lakosság változása | Lakosság változása | Lakosság változása | Lakosság változása | Lakosság változása | Lakosság változása | Lakosság változása | Lakosság változása | Lakosság változása | Lakosság változása | Lakosság változása | Lakosság változása |
| ------------------ | ------------------ | ------------------ | ------------------ | ------------------ | ------------------ | ------------------ | ------------------ | ------------------ | ------------------ | ------------------ | ------------------ | ------------------ | ------------------ | ------------------ |
| 1857               | 1869               | 1880               | 1890               | 1900               | 1910               | 1921               | 1931               | 1948               | 1953               | 1961               | 1971               | 1981               | 1991               | 2001               |
| 145                | 144                | 160                | 175                | 204                | 216                | 233                | 266                | 259                | 262                | 245                | 232                | 218                | 211                | 208                |

## Külső hivatkozások
Szentivánzelina község hivatalos oldala